# Freio ATC
Freio ATC é um dispositivo de segurança criado pela Black Diamond, chamado como ATC-Guide. O significado da sigla ATC é Air Traffic Controller, (controle de trafego aereo). O nome indica uma de suas principais características que é o fato de ele trocar o calor facilmente com o ar.
O fabricante Black Diamond deu o nome de ATC e os outros fabricantes também utilizam esse nome.
O dispositivo Freio ATC é utilizado para controlar as decidas na prática de salvamento com cordas, montanhismo e rapel. É uma alternativa para os que não se sentem a vontade utilizando o Freio em 8, pois possui algumas vantagens.
Vantagens do Freio ATC
A principal vantagem que faz os atletas escolherem o Freio ATC é o fato do dispositivo esquentar muito menos do que o freio 8 por ter muito menos atrito com a corda.
As outras duas vantagens é em relação à segurança, que por sua forma de utilização, passando a corda por dentro dele e alçando o mosquetão que prende na aliança da cadeirinha, se elimina um ponto de falha importante e a outra é que o Freio ATC controla melhor a liberação da corda chegando ao ponto de frear a descida sem a intervenção do atleta. 